# 牛仙客
牛仙客（675年—742年9月2日），唐代涇州鶉觚（今甘肅靈臺）人。

## 生平
初為縣小吏，得縣令傅文靜器重，文靜任隴右營田使時，以仙客為佐吏，又因軍功拜官洮州司馬。後來，牛仙客佐助河西節度使蕭嵩，大權全部交予仙客，累遷太僕少卿。開元二十四年（736年），牛仙客调任朔方行军大总管兼朔方节度使，李林甫薦牛仙客為尚書，張九齡反對，唐玄宗不聽，牛仙客遇事不敢裁決，唯唯諾諾而已。監察御史周子諒彈劾牛仙客不學無術。历爵陇西郡公、邠国公，谥贞简。

## 家庭
牛通曾孙、牛会孙、牛意子。
妻：邠國夫人琅琊王氏。